# Dachadaevskij rajon
Il Dachadaevskij rajon (in russo Дахадаевский район?) è un distretto municipale del Daghestan, situato nel Caucaso.